# المجادرة (مذيخرة)

تعديل مصدري - تعديل

المجادرة محلة تابعة لقرية العدوف، التابعة لعزلة الجوالح بمديرية مذيخرة إحدى مديريات محافظة إب في الجمهورية اليمنية، بلغ تعداد سكانها 249 حسب تعداد اليمن لعام 2004.